# Al-Dschazira (Bundesstaat)
Al-Dschazira (arabisch الجزيرة al-Dschazīra, DMG al-Ǧazīra, deutsch die Insel, Alternativschreibweisen al-Dschasira, al-Gezira oder al-Jazirah) ist ein Bundesstaat im Sudan.
Er hat eine Fläche von 23.373 km² und rund 4,9 Mio. Einwohner. Seine Hauptstadt ist Wad Madani.

## Geographie
Al-Dschazira liegt südöstlich der sudanesischen Hauptstadt Khartum. Der Blaue Nil verläuft durch die Provinz und der Weiße Nil bildet die westliche Grenze. Das Relief ist durch die Dschazira-Ebene geprägt, die nur von vereinzelten kleinen Erhebungen, wie dem Berg Muya, unterbrochen wird.

## Bevölkerungsentwicklung
| Jahr              | Einwohner |
| ----------------- | --------- |
| 1993 (Zensus)     | 2.715.605 |
| 2008 (Zensus)     | 3.575.280 |
| 2017 (Berechnung) | 4.926.600 |

## Geschichte
Von 1919 bis 1976 gehörte das Gebiet des heutigen Bundesstaates al-Dschazira zur Provinz an-Nil al-azraq (Blauer Nil), die auch die Gebiete der heutigen Bundesstaaten an-Nil al-abyad, an-Nil al-azraq und Sannar umfasste. 1976 wurde diese Provinz in drei Provinzen aufgespalten und dabei entstand die Provinz al-Dschazira auf dem Gebiet des heutigen Bundesstaates. Von 1991 bis 1994 gehörte das Gebiet von al-Dschazira wieder zum neu geschaffenen Bundesstaat al-Wusta, der in den Grenzen der Provinz an-Nil al-azraq von 1919 bis 1974 glich. Am 14. Februar 1994 wurde dieser aufgelöst, al-Dschazira wurde jetzt Bundesstaat.

## Wirtschaft
Al-Dschazira ist einer der fruchtbarsten Bundesstaaten des Sudan. In den 1920er Jahren begonnene Bewässerungsprojekte (Dschazira-Projekt) förderten besonders den Baumwollanbau.

## Bildung
Die Provinzhauptstadt Wad Madani am Ufer des Blauen Nil ist Sitz der Universität al-Dschazira.